# Ostpreußenstraße (München)
Die Ostpreußenstraße ist eine Innerortsstraße im Stadtbezirk 13 Bogenhausen von München.

## Verlauf
Die Straße liegt im Verlauf der historischen Verbindung von Johanneskirchen über Englschalking, Denning und Zamdorf nach Baumkirchen, die sich nach Norden als Freischützstraße und nach Süden als Friedrich-Eckart-Straße fortsetzt. Sie verläuft in Süd-Nord-Richtung zunächst zwischen der Denninger Kolonie und der Obermaierschen Kolonie, die seit 1924 entstanden. An der Memeler Straße verlässt die Ostpreußenstraße den Stadtteil Denning und tritt in den Stadtteil Englschalking ein. Dort liegt an der Ostseite der Straße die 1931 erbaute katholische Pfarrkirche St. Emmeram. Nach einer von einer Baumschule genutzten Freifläche folgt die 1937 unter der Bezeichnung Tannenbergschule eröffnete Grundschule an der Ostpreußenstraße (Ostpreußenstraße 88), die die Ecke zur Englschalkinger Straße belegt.

## Öffentlicher Verkehr
Die Ostpreußenstraße wird von einer Stadtbuslinie bedient.

## Geschichte
Die Bebauung der Straße erfolgte in den 1920er und 1930er Jahren, zunächst mit den Koloniehäusern der Kolonie Denning und der Obermaierschen Kolonie auf erschöpftem Ziegeleigrund. Kirche und Schule wurden in den 1930er Jahren errichtet. Der Ausbau in Denning, dem bis auf den Alten Kernhof alle alten Gebäude von Denning zum Opfer fielen, erfolgte erst in den Jahren nach dem Zweiten Weltkrieg. Die Ostpreußenstraße entwickelte sich in ihrem Südabschnitt schnell zur Einkaufsmeile, die sie bis jetzt geblieben ist, vor allem mit kleineren Geschäften für den lokalen Bedarf, daneben mit Gaststätte, einer Sparkassen- und einer (inzwischen aufgegebenen) Postniederlassung (Postamt 813) und einem (ebenfalls nicht mehr bestehenden) Polizeiposten. Weiter findet sich ein der Straße die älteste Gärtnerei Münchens (seit 1750). Das Kino ist längst verschwunden, auch der altbekannte „Mächtlinger“ (1923 als Motorradwerkstatt begonnen) wurde 2022 geschlossen.

## Baudenkmäler

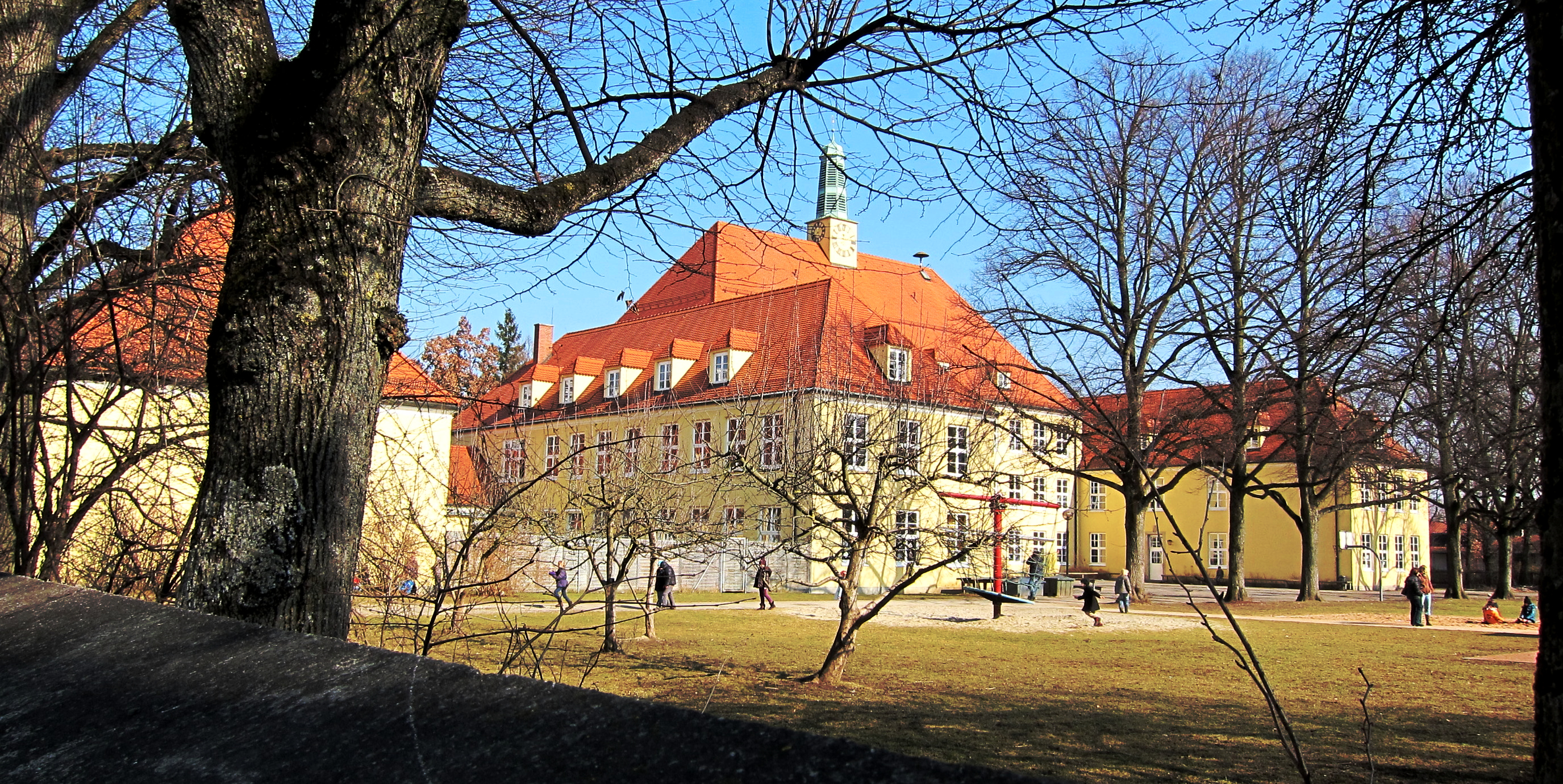
Schule an der Ostpreußenstraße

- Schule, 1934 bis 1936, von Hermann Leitenstorfer

## Schulen
- An der Straße liegt die Grundschule an der Ostpreußenstraße.